# Luigi Chierchia
Luigi Chierchia (* 1957) ist ein italienischer Mathematiker, der sich mit nichtlinearen Differentialgleichungen, Mathematischer Physik und Dynamischen Systemen (Himmelsmechanik, Hamiltonsche Systeme) befasst.
Chierchia studierte Physik und Mathematik an der Universität Rom La Sapienza (Laurea-Abschluss 1981) und wurde 1985 am Courant Institute der New York University bei Henry P. McKean promoviert (Quasi-Periodic Schrodinger Operators in One Dimension, Absolutely Continuous Spectra, Bloch Waves and integrable Hamiltonian Systems).  Als Post-Doktorand war er an der University of Arizona, der ETH Zürich und der École polytechnique in Paris. Seit 2002 ist er Professor für mathematische Analysis an der Universität Rom III.
Mit Fabio Pusateri und seiner Doktorandin Gabriella Pinzari gelang ihm die  Erweiterung des KAM-Theorems vom Dreikörperproblem auf das n-Körperproblem. Er befasste sich auch mit weiteren Aspekten der KAM-Theorie (invariante Tori im Phasenraum Hamiltonscher Systeme und Stabilitätsfragen) und Arnold Diffusion, Spektraltheorie der quasiperiodischen eindimensionalen Schrödingergleichung und Analoga der KAM-Theorie bei unendlich dimensionalen Hamiltonschen Systemen und partiellen Differentialgleichungen (fastperiodische nichtlineare Wellengleichungen).
2014 war er eingeladener Sprecher auf dem Internationalen Mathematikerkongress in Seoul (mit Gabriella Pinzari: Metric stability in the planetary n-body problem).

## Schriften (Auswahl)
- mit Alessandra Celletti: KAM stability and celestial mechanics, Memoirs AMS 2007
- KAM-theory and celestial mechanics, in: Francoise, Naber, Tsou, Encyclopedia of Mathematical Physics, Elsevier, Band 3, 2006, S. 189–199.
- Absolutely continuous spectra of quasiperiodic Schrödinger operators, Journal of Math. Physics, Band 28, 1987, S. 2891–2898.
- mit A. Celletti: Rigorous estimates for a computer-assisted KAM theory, Journal of Math. Physics, Band 28, 1987, S. 2078–2086.
- mit Giovanni Gallavotti:  Drift and diffusion in phase space, Ann. Inst. Henri Poincaré, Phys. Théor., Band 60, 1994, S. 1–144.
- mit C. Falcolini: A direct proof of a theorem by Kolmogorov in Hamiltonian systems, Annali Scuola Normale Sup. Pisa, Scienze Fisiche e Matematiche, XXI Fasc. 4, 1994, S. 541–593.
- mit F. Pusateri: Analytic Lagrangian tori for the planetary many-body problem, Ergod. Th. & Dynam. Sys., Band 29, 2009, S. 849–873.
- mit Pinzari: Properly-degenerate KAM-theory (following V. I. Arnold), Discrete Cont. Dyn. Syst., Ser. S 3, 2010, Nr. 4, S. 545–578.
- mit Pinzari: Deprit's reduciton of the nodes revisited, Celestial Mech. Dyn. Astron., Band 109, 2011, S. 285–301.
- mit Pinzari: The planetary n-body problem: symplectic foliation, reductions and invariant tori, Inventiones Mathematicae, Band 186, 2011, S. 1–77.
- mit Pinzari: Planetary Birkhoff Normal Forms, J. Mod. Dyn., Band 5, 2011, S. 623–644.